# Phoenicagrion paulsoni
Phoenicagrion paulsoni är en trollsländeart som beskrevs av Von Ellenrieder 2008. Phoenicagrion paulsoni ingår i släktet Phoenicagrion och familjen dammflicksländor. Inga underarter finns listade i Catalogue of Life.